# Turbonilla kincaidi
Turbonilla kincaidi är en snäckart som beskrevs av Bartsch 1921. Turbonilla kincaidi ingår i släktet Turbonilla och familjen Pyramidellidae. Inga underarter finns listade i Catalogue of Life.